# Son de diez
Son de diez fue una telecomedia semanal argentina, transmitida por Canal 13 durante 4 temporadas (1992-1995). Tuvo como protagonistas principales a Claudio García Satur y Silvia Montanari. Gracias a este programa se dieron a conocer Florencia Peña, Federico Olivera, Natalia Lobo, Rene Bertrand y Nicolás Cabré, entre otros. También actuaron otros grandes de la comedia rioplatense como Javier Portales y Emilio Vidal .

## Elenco

### Elenco Estable
| Personaje | Actor                | Personaje | Actor                 | Personaje       | Actor            |
| --------- | -------------------- | --------- | --------------------- | --------------- | ---------------- |
| Enrique   | Claudio García Satur | Silvina   | Silvia Montanari      | Matías          | Javier Portales  |
| Bárbara   | Florencia Peña       | Yanina    | Daniela Redin         | Federico        | Federico Olivera |
| Caridad   | Floria Bloise        | Romina    | María Laura Deambrosi | Juan “Juancito” | Nicolás Cabré    |
| Rodrigo   | Marcelo Serre        | Tanino    | Luis Mazzeo           |                 |                  |

### Elenco recurrente
| Temporada 1     |                      |                   |                   |           |                        |
| Personaje       | Actor                | Personaje         | Actor             | Personaje | Actor                  |
| Francisco       | Emilio Vidal         | Gaby              | Pablo Marcovsky   | Karina    | Carolina Peralta Calvo |
| Soledad         | Claudia Kessel       | Alejandro         | Ricardo Félix     | Leo       | René Bertrand          |
| Mariano         | Cristian Abdalá      | Lucho             | Jorge Finkelstein | Guillermo | Jesús Berenguer        |
| Teresa          | Marta Betoldi        | Claudia           | Victoria Onetto   | Lorena    | Magela Zanotta         |
| Julián          | Juan Cruz Bordeu     | Sandra            | Ximena Fassi      |           |                        |
| Temporada 2     |                      |                   |                   |           |                        |
| Mina            | Natalia Lobo         | Lucas             | Daniel Álvarez    | Diego     | Hernán Echegaray       |
| Pablo           | Gustavo Garzón       | Cinthia           | Jacqueline Chico  | Francisco | Emilio Vidal           |
| Verónica        | Cecilia Milone       | Pascual Fatigatti | Joaquín Piñón     |           |                        |
| Temporada 3     |                      |                   |                   |           |                        |
| Salvador        | Ricardo Espalter     | Sebastián         | Facundo Espinosa  | Diego     | Hernán Echegaray       |
| Laurita         | Jezabel Inés Yacuzzi | Mariana           | Eugenia Tálice    | Lorena    | Mariana Fabbiani       |
| Julia           | Alexis Rodal         | Faustina          | Sandra Di Milo    | Eva       | Sarina Adamovsky       |
| Luciano         | Eduardo Sapac        | Daniela           | Mariana Garbarino | Judith    | Celeste García Satur   |
| Padre Francisco | Pedro Mossi          | Ornella           | Mimí Ardú         | Bruno     | Iván González          |
| Temporada 4     |                      |                   |                   |           |                        |
| Bruno           | Iván González        | Julia             | Alexis Rodal      | Faustina  | Sandra Di Milo         |
| Padre Francisco | Pedro Mossi          | Ma Eugenia (Maru) | Maite Zumelzú     | Hugo      | Ricardo Pald           |
| Chela           | Coni Vera            | Marina            | Irem Bekter       | Manuel    | Adrian Galatis         |
| Soledad         | Karina Patlis        | Dante             | Leandro Bufano    | Gaspar    | Manuel Tessi Parisi    |
| Aníbal          | Gustavo Sardi        | Mercedes          | Liliana Racioppi  | Tamara    | Adriana Duhalde        |
| Ariel           | Facundo Arana        | Mariano           | Jorge Granelli    | Javier    | Nicolás Cesare         |

### Actores Invitados
| - Graciela Alfano (Vanessa) - Ana María Picchio (Natalia) - Horacio Ranieri (Osvaldo) - Carmen Barbieri (Matilde) - Jorge Mayorano (Roberto) - Edda Bustamante (Sabrina) - Mónica Gonzaga (Graciela) - Oscar Ferreiro (Orlando) - Silvia Pérez (Adriana) - Elsa Piuselli (Marta, mamá de Silvina) - Ricardo Dupont (Sr. Di Marco) - Beba Bidart (Carola) - Nelly Beltran (Matilde) - Raúl Florido (Dr. Jorge Pereyra) - Gabriel González (Lucas) - Claudia Santos (Leticia) - Héctor Fuentes (Dr. Shifres) - Julio Feld (Nicola) - Néstor Sánchez (Carmelo Ferruccio) - Pablo Shilton (Néstor) - Paule Decropp (Jeannette) | - Millie Stegman - acreditada como Milagros Podesta - (Estrella) - Guillermo Rico (Antonio) - Carlos Mena (Rodolfo) - Ana Ferrer (Graciela mamá de Romina) - Beatriz Tibaudin (Monona) - Connie Marino (Marina) - Patricia Ulavnosky (madre de Estrella) - José María López (padre de Estrella) - Verónica Meneguzzi (Nancy) - Fabiana Uria (Gisela) - Andrea Acatto (Alejandra) - Cecilia Gómez Nale (Fanny) - Alberto Mazini (el "Tío") - Luis Albano (inspector Benítez) - Jorge García Marino (Ricardo Moreno, rector de la facultad) - Alejandro Gancé (Jorge) - Mauricio Bruno (Martín) - Horacio Cabak (Esteban) - Luisa D'amico (Soledad) - Dora Ferreiro (Carmen) - Natalia Pérez (Macarena) - Eduardo Iácono (Eugenio) | - Roberto Carnaghi (Diputado Ferreyra) - Mausi Martínez (Paula) - Gabriel Goity (padre de Lucas) - Jorge Schubert (Facundo) - Natalia Di Francesco (Carolina) - Edgardo Moreira (Gerardo) - Marcela López Rey (Tina) - Daniel Kuzniecka (Luis) - Ezequiel Cavia (Gustavo) - Héctor Rial (Marcelo) - Andrea Rodríguez (Mariana) - Luciana Durante (Miriam) - Brian Torcal (Pablito, bebé de Mina) - Manuel Vicente (Máximo, padre de Mina) - Rubén Green (Julio, padre de Néstor) - Liliana Abayieva (Mónica) - Beatriz Di Leo (Alejandra) - Ani Sosa Cordero (Mara) - Felipe Méndez (Rogelio) - Rafael Morales (Portero) | - Hugo Marcos (Félix) - Sergio Theaux (David) - Tony Lestingi (Ricky) - Mario Vidal (inspector) - Marcelo Fabián (Tito) - Rodrigo Aragón (Rodrigo) - Martín Arraztoa (Javier) - Agustina Seiguer (Vanesa) - Chela Ruíz (María Paz Guerra, madre de Caridad) - Ernesto Michel (Director del Zoo) - María Isabel Toleda (Amiga de Caridad) - Enrique Barris (Médico) - Javier Iriberri (Médico) - Jorge Sabate (Padre de Lisandro) - Rodrigo García Moro (Lisandro) - Ana Franchini (Susana, mamá de Tamara) - Omar Bordachar (Ignacio, padre de Tamara) - David Sznek (Jefe de Quique en Canal 13) - Antonella Costa (Bailarina de Canal 13) - Sabrina Carballo (Compañera de Yanina en la primaria) - Nilda Raggi (María, mamá de Maru) |

Algunos actores invitados realizaron dos personajes en distintas temporadas:
1. Miguel Habud realizó dos personajes distintos: en la temporada 1 interpretó al Sr. Ferreyra y en la temporada 2 a un actor ficticio llamado Mauro Abato
2. Maite Zumelzú fue la pareja de Mauro Abato en la temporada 2 y luego vuelve como la médica veterinaria María Eugenia Gambini en la temporada 4
3. Gustavo Bonfigli interpretó a un vendedor de motos en el capítulo 9 de la primera temporada y a un estafador llamado Evaristo en el capítulo 42 de la misma temporada, en tanto volvió en la segunda temporada interpretando a un mozo en Mar del Plata en los capítulos 1 y 2.
4. María Elina Rúas fue la directora de la escuela de Yanina en el capítulo 46 de la primera temporada y volvió en la segunda para realizar el papel de la abuela de Luis (Daniel Kuzniecka) en los capítulos 14 y 15.
5. Eugenia Tálice interpretó a Belén una de las compañeras de Yanina de la primaria en la primera temporada, en la tercera temporada interpretó a Mariana compañera de la secundaria.
6. Ariel Keller encarnó al padre de Silvina,Raúl, en la temporada 1 , luego de su fallecimiento fue reemplazado en la temporada 2 por Maurice Jouvet. Sin embargo en la tercera temporada contrataron a un tercer actor para este papel y eligieron a Víctor Manso, y para la cuarta y última a Augusto Larreta.
7. En el capítulo 22 de la segunda temporada Javier Portales hizo el papel del mafioso ficticio Giusseppe Ferruccio.
8. Carlitos Bala hizo una participación especial en los dos últimos capítulos de la segunda temporada haciendo el papel del chófer de Canal 13 Salvador, este personaje continuó en la tercera temporada pero interpretado por Ricardo Espalter.
9. En el capítulo 51 de la primera temporada aparece en un cameo Fabián Vena en el Piano Bar de Fede, luego, en la temporada 3 es Gloria Carrá la que hace su cameo en el capítulo 11, en este caso en el Bar "La Movida".
10. Federico mientras se desempeñaba como DJ en la primera temporada instala un Piano Bar en San Telmo, junto a Gaby (Pablo Marcovsky), luego se suman al negocio Tanino y Rodrigo. En la segunda temporada se suma Lucas (Daniel Álvarez) luego de la salida de Gaby. A la atención del Piano Bar se sumaron Mina y Barby como mozas, el personaje de Natalia Lobo también daba shows como cantante. En la tercera temporada alquilan un nuevo local cerca de la facultad de veterinaria al que bautizaron "La Movida", ya sin Lucas y allí comparten el espacio con un Mimo y una bailarina que nunca fueron acreditados.
11. Ivan Mudrij también hizo dos roles diferentes en distintas temporadas, en la primera capítulo 41, es un niño muy travieso (Gustavito) que tiene que cuidar Bárbara en su nuevo trabajo de niñera. En la tercera temporada episodios 13 y 14 es el hijo (Gabriel) de Natalia (Ana María Piccio) en los episodios sobre violencia de género.
12. En el capítulo 16 de la tercera temporada aparece en un cameo Diego Olivera, hermano de Federico y en ese ,momento pareja en la vida real de Florencia Peña
13. Noelia Noto hizo dos personajes distintos en dos temporadas. En la primera en el capítulo 33 interpretó a "La Colorada" novia de un mafioso llamado Gonzalo. En la tercera temporada, episodio 25, volvió para darle vida a Cecilia , la secretaria de Quique en Canal 13.
14. Para interpretar al padre de Juancito se utilizaron a dos actores, en la primera temporada estuvo Néstor Zacco en el capítulo 31. En tanto en el episodio 30 de la temporada 3 el mismo rol estuvo a cargo de Pablo Nápoli.
15. En el caso de la mamá de Juancito pasó de igual modo, en el capítulo 31 de la primera temporada, la actriz fue Lucía Almada, en tanto, en la tercera temporada episodio 30 fue el turno de Silvia Dabove
16. Diego Olivera hace una participación haciendo de él mismo en el tercer episodio de la cuarta temporada.
17. Luis Sabatini hizo de un mafioso llamado Gonzalo en los capítulos 32 y 33 de la primera temporada y volvió en la cuarta temporada, en el capítulo 6 para también hacer de un matón, Nino que amenazaba a Quique y secuestra a Tanino.
18. Marcelo Melingo también realizó dos personajes distintos en la comedia, en el capítulo 26 de la tercera temporada es Willy un exnovio de Julia que viene a buscarla para irse al sur a vivir. A fines de la cuarta temporada, interpreta a Marco un sobrino de Quique y Silvina que viene de visita desde San Pedro.
19. Jorge Sabate interpretó al primo de Quique (Mariano) en el capítulo 43 de la primera temporada y regresó en el capítulo 5 de la cuarta temporada para interpretar al padre de Lisandro, un novio de Yanina.
20. Claudio Rissi fue un taxista en el capítulo 17 de la primera temporada que recuperó la billetera de Quique, en tanto en la tercera temporada capítulo 25 hizo de un delincuente apodado Escuerzo
21. En el capítulo 23 de la cuarta temporada nació Sofía Diez la última hija de la familia.

## Argumento
La tele comedia se centra en la vida cotidiana de una familia argentina que vive en la Capital Federal a comienzos de los 90. Hasta este momento la televisión siempre repetía los formatos de familias tradicionales o de barrio pero en este caso se intentó darle una vuelta de tuerca. El humor fue la esencia del programa por eso el abuelo era interpretado por Javier Portales , que mostraba ser compinche con sus nietos y luchar por mejorar la jubilación en protesta al gobierno de turno, cosa que es un tema recurrente en Argentina.
Por eso los guionistas comenzaron a traer problemáticas de la sociedad a los argumentos. De esta manera se logró una gran empatía con el público, las cosas que le pasaba a esta familia le podía pasar a cualquiera de sus televidentes.
Durante el primer año fueron enredos y siempre buscando la confusión y los malos entendidos para lograr la cuota de humor. También se hicieron programas especiales sobre el día del padre, y día de la madre además de Navidad y Año Nuevo. Los capítulos finales del año 1992 incluyeron el tratamiento del acoso callejero y el ataque a jóvenes solas en la vía pública, algo que no era tratado en las ficciones de esos años en un programa para toda la familia, pero servía para poner los temas en debate.
Ya para 1993, se volvió una costumbre dedicarle dobles capítulos a temas que nunca se trataban en televisión, en abril de 1993 dos capítulos fueron dedicados a como se vivía y se discriminaba a las personas con HIV . Al mes siguiente, en mayo, se abordó lo que ocurría y lamentablemente sigue ocurriendo con la trata de personas . En otro especial también se abordó el tema sobre las adicciones a las drogas.
En junio de 1994 se dejó muy claro cómo funciona en una casa a puertas cerradas la violencia de género, aunque en ese momento no se utilizaba este término el ejemplo que mostraron Ana María Picchio y Horacio Ranieri fue contundente y real.
En agosto de ese mismo año los trastornos de alimentación (Bulimia), también fueron expuestos en los guiones de este programa. También en diciembre de 1994 hubo algunos capítulos dedicados al alcoholismo.
En 1995 hubo visitas a programas de televisión por parte del personaje de Claudio García Satur como por ejemplo 360 todo para ver y en esta temporada se denuncio el tráfico de animales, la explotación laboral y las dificultades que tienen que atravesar las personas cuando tienen algún tipo de discapacidad motriz, en este caso el personaje Tamara estaba en silla de ruedas y era discriminada por su problema físico.
El abordaje de problemáticas poco vistas en televisión y tratadas con seriedad hizo que la comedia fuera distinta a la hora de narrar historias, para mediados de 1995 con el bajo índice de audiencia y los cambios que se venían para la filmación de ficciones, POL-KA ya estaba grabando Poliladron que marcó un quiebre en la televisión de los 90, hizo que la tele comedia finalizara abruptamente.

## Obra de Teatro
A raíz del éxito en el índice de audiencia en los primeros 6 meses en el aire, los productores realizaron una versión teatral para las vacaciones de invierno de 1992. En esa oportunidad las funciones fueron en el Teatro Astros de la calle Corrientes.
Este suceso generó una segunda versión en el invierno de 1993 pero en este caso en el Teatro Astral.

## Músicos invitados
- Jazzy Mel  (Capítulo 5, 1ª temporada)
- Los auténticos decadentes  (Capítulo 12, 1ª temporada)
- Los Bandoleiros (Capítulo 38, 1ª temporada)
- Valeria Lynch (Capítulo 47, 1ª temporada)
- Rubén Goldín (Capítulo 3, 2ª temporada)
- Mariano Mores (Capítulo 32, 3ª temporada)
- Bohemian Jazz Band (Capítulo 38, 3ª temporada)

## Cameos
Fabián Vena (Temporada 1, episodio 51)
Gloria Carrá (Temporada 3, episodio 11)
Diego Olivera (Temporada 3, episodio 16)

## Latiguillos
Esta comedia también utilizó los latiguillos o catchphrases de la sitcom americana. Cada personaje tenía el suyo en algunos casos dos.
| Personaje | Frase                                                          |
| --------- | -------------------------------------------------------------- |
| Matías    | "¡Qué bolonqui!" / "¡Qué dolobu!" / "Nieto e' Tigre"           |
| Silvina   | "¡Qué cansancio!"                                              |
| Quique    | "No es mi hija/o" / "No es mi padre" / "Calma quiquito, calma" |
| Tanino    | "Me voy al sótano" / "Me voy al altillo"                       |
| Caridad   | "¡Cuando se enteren en el mercadito!"                          |

## Episodios
El programa comenzó a emitirse en enero de 1992, pero las grabaciones comenzaron a finales de 1991, Nicolás Repetto  y María Laura Santillán entrevistaron a Javier Portales en "Fax" y allí se pudo ver también la primera promoción de la telecomedia.
La telecomedia se emitió los jueves a las 21 horas liderando el índice de audiencia los primeros años.
| Temporada | Inicio              | Fin                      | N.º de capítulos | Productores ejecutivos | Productor                          | Asistente de producción      | Director                                        |
| --------- | ------------------- | ------------------------ | ---------------- | ---------------------- | ---------------------------------- | ---------------------------- | ----------------------------------------------- |
| 1         | 2 de enero de 1992  | 24 de diciembre de 1992  | 52               | Patricia Veber         | Cynthia Arriaga                    | Martin Halac/Pablo Culell    | Eduardo Mazzitelli/Guillermo Ibalo (1 episodio) |
| 2         | 8 de abril de 1993  | 30 de diciembre de 1993  | 39               | Patricia Veber         | Gustavo Cotta                      | Pablo Culell                 | Eduardo Mazzitelli                              |
| 3         | 31 de marzo de 1994 | 29 de diciembre de 1994  | 40               | Roberto Monfort        | Ariadna Arizabalo / Pablo Ferreiro | Pablo Culell / Walter Rippel | Rubén Gerbasi                                   |
| 4         | 30 de marzo de 1995 | 28 de septiembre de 1995 | 27               | Matías Alonso          | Pablo Ferreiro                     |                              | Rubén Gerbasi                                   |

Información detallada en: Anexo:Episodios Son de Diez

## Estado de salud de Javier Portales y posterior salida
Javier Portales tuvo el famoso accidente casero en sus días libres, durante su participación en SON DE DIEZ , que después le iba a traer varios problemas hasta quedar en silla de ruedas.
En ese verano /otoño de 1992 se resbaló caminando al costado de la pileta de su quinta para atender un llamado telefónico y cayó de espalda, situación que le causó una hernia de disco muy severa. Luego de ser atendido por los médicos fue operado por primera vez.
Por este motivo en el capítulo 14 termina con el actor siendo parte de la escena, y al comienzo del capítulo 15, Federico y Bárbara tratan de contar el desenlace de lo que ocurrió rápidamente. Al parecer la ausencia de Portales complicó la continuidad que habían pensado los autores.
El cómico no vuelve a salir en cámara por un par de episodios hasta que en el capítulo 18 reaparece brevemente hablando por teléfono en su casa preparando la vuelta.
Cuando regresa, capítulo 19, hace mención a que en Córdoba lo "pateó" un burro, si se presta atención cuidadosamente cuando camina no lo hace del todo bien y se apoya en la mesa o sillón, o siempre está sentado.
En el capítulo 49, 10 de diciembre de 1992, el personaje de Matías dice que tiene que "volver a Córdoba" y se ausenta hasta el último capítulo que aparece con el brazo enyesado, (en este caso es humor, para seguir la historia del burro).
Esa ausencia de fin de año tiene que ver con una segunda operación de hernia de disco porque según el propio actor no había quedado bien después de la primera intervención.
Si se observa como se movía en la casa, como subía y bajaba la escalera más que nada, hasta el capítulo 14, se percibe claramente la diferencia.
Según entrevistas que dio años después, ese fue el comienzo de un largo padecimiento que lo dejó en sillas de ruedas al final de su carrera.
Respecto de las temporadas de SON DE DIEZ, Javier Portales estuvo en las dos primeras 92 y 93. En 1994 se fue a Telefe para ser parte de "Un Hermano es un Hermano" con Guillermo Francella.

## El final
La telecomedia continuó por dos años luego de la partida de Javier Portales y aunque en la tercera temporada se intentó darle una cuota de humor con Ricardo Espalter, eso no fue suficiente. Para 1995 entrando en la cuarta temporada tanto Floria Bloise como Ricardo Espalter no regresaron al ciclo y la comedia empezó a experimentar una baja considerable de índice de audiencia. Además nuevamente habían cambiado al productor ejecutivo. Se intentó darle un tinte de drama lo que le cambió la esencia al programa y eso acentuó la caída en los índices de audiencia. Un último intento de levantar cabeza fue el regreso del personaje de Caridad a mediados de junio que no alcanzó las expectativas.
También los bajos índices de audiencia comenzaron cuando Telefe a partir de 1994 empezó a emitir su tanque "Mi cuñado" con Luis Brandoni y Ricardo Darín , en el mismo día y horario, originalmente la comedia de Telefe iba los viernes.
Finalmente a fines de julio de 1995 Artear decidió darle un final que se concretaría el 28 de septiembre de 1995. El lugar vacante de los jueves a las 21 a partir de octubre fue ocupado por la serie norteamericana Chicago Hope que venía siendo comodín del canal y se estaba emitiendo los viernes. Por este motivo el viernes 6 de octubre de 1995 debutó “No todo es noticia” , una nueva telecomedia protagonizada por Luisina Brando, Hugo Arana, Rubén Stella, Carmen Vallejos, Daniel Kuzniecka y Cecilia Milone.

## Spin Off
Hace pocos años se esbozó la idea de traer a la familia de nuevo a la pantalla producto de los éxitos comerciales como Cobra Kai y Fuller House que son continuaciones de historias de los 80 y 90.
En este caso ya una joven Sofía Diez podría ser la protagonista o incluso Federico con su familia ya formada, sabemos que tuvo un bebé con Maru y de esta manera contar, qué ocurrió con la familia desde aquel momento, pero la idea aun no ha prosperado y con la pandemia de covid todo se retrasó aún más.

## Premios

### Premios Martín Fierro
| Año  | Categoría               | Receptor/a           | Resultado |
| ---- | ----------------------- | -------------------- | --------- |
| 1992 | Mejor Comedia           | Son de diez          | Ganador   |
| 1992 | Mejor actor de comedia  | Claudio García Satur | Nominado  |
| 1992 | Mejor actriz de comedia | Silvia Montanari     | Nominada  |
| 1992 | Mejor actor de reparto  | Javier Portales      | Nominado  |
| 1993 | Mejor Comedia           | Son de diez          | Nominada  |
| 1994 | Mejor actriz de comedia | Silvia Montanari     | Nominada  |